# Хиган (аниме-фестиваль)
Фестиваль традиционной и современной японской культуры и аниме Хиган (начиная с 2008 года — фестиваль современной японской культуры и аниме Хиган, с 2012 года — ежегодный белорусский фестиваль современной молодёжной восточноазиатской культуры Хиган) — ежегодный фестиваль поклонников аниме, проводимый в Минске с 2006 года. Дата проведения, как правило, совпадает с сентябрьским днём равноденствия.

## История
Хиган — по-японски означает «равноденствие». Это слово наиболее полно отражает замыслы организаторов конвента: показать частичку традиционной культуры Японии и дать возможность соприкоснуться с современными традициями и поп-культурой. Конвент длится два дня. Два дня, разных по смыслу и содержанию, но связанных общей любовью к стране восходящего солнца.

### Фестиваль традиционной и современной японской культуры и аниме Хиган-2006
Первый фестиваль, прошедший 23-24 сентября 2006 года в ЦТДМ «Эврика», был по своей основной цели пробой сил. Перед организаторами стояла задача найти людей, готовых работать, с нуля придумать программу, изучить законодательство и немало поломать голову, прежде чем им удалось найти возможность официально провести мероприятие. Но фестиваль состоялся, несмотря на все трудности, и принёс даже больше плодов, чем ожидали. Появилась команда, готовая работать дальше, а ещё наконец-то активизировали свою деятельность белорусские косбенды.
Структура первого фестиваля Хиган:
Первый день, посвящённый традиционной японской культуре
- [1.1.] Представление на сцене (танец с веерами, выступление клубов боевых искусств, постановки по японским сказкам и легендам)
- [1.2.] Работа секций (секция материального быта традиционной Японии, секция оригами, секция го и сёги, секция фан-арта, секция консольных и компьютерных игр, секция ДДР)
- [1.3.] Проведение мастер-классов

Второй день, посвящённый современной японской культуре
- [2.1.] Представление на сцене (конкурс косплей—дефиле, конкурс сценического косплея, конкурс AMV-клипов, конкурс караоке, внеконкурсные выступления)
- [2.2.] Работа секций (секция материального быта традиционной Японии, секция оригами, секция го и сёги, секция фан-арта, секция консольных и компьютерных игр, секция ДДР)

### Фестиваль традиционной и современной японской культуры и аниме Хиган-2007
Второй фестиваль проходил 22-23 сентября в ДК МТЗ. Произошли следующие изменения:
- У фестиваля появился форум — очень популярная и удобная площадка для общения по интересам.
- Вход на фестиваль стал платным так как появилась необходимость покрытия аренды.
- Появился новый конкурс «Фанфикшен» — конкурс любительских рассказов.
- В этом году организаторы тесно сотрудничали с общественным объединением восточной культуры и традиций «HAGAKURE» и Инфоцентром японской культуры, которые помогли организовать дополнительные выставки оригами, этэгами, каллиграфии и материального быта Японии.
- Завершал фестиваль рок-концерт, состоявший из трёх белорусских групп с наиболее популярными саундтреками к аниме и играм.
- Фестиваль был досрочно принят полноправным членом в Ассоциацию аниме-конвентов и фестивалей — ААКФ.

Структура второго фестиваля Хиган:
Первый день, посвящённый традиционной японской культуре
- [1.1.] Представление на сцене (танец с веерами, выступление клубов боевых искусств, постановки по японским сказкам и легендам)
- [1.2.] Работа секций (секция материального быта традиционной Японии, секция оригами, секция этэгами, секция каллиграфии, секция го и сёги, секция фан-арта, секция консольных и компьютерных игр, секция ДДР)
- [1.3.] Проведение мастер-классов

Второй день, посвящённый современной японской культуре
- [2.1.] Представление на сцене (конкурс косплей-дефиле, конкурс сценического косплея, конкурс AMV-клипов, конкурс караоке, награждение онлайн-конкурса фанфикшена, внеконкурсные выступления)
- [2.2.] Работа секций (секция материального быта традиционной Японии, секция оригами, секция этэгами, секция каллиграфии, секция го и сёги, секция фан-арта, секция консольных и компьютерных игр, секция ДДР)
- [2.3.] Проведение мастер-классов
- [2.4.] Выступление музыкальных групп

### Фестиваль современной японской культуры и аниме Хиган-2008
Третий фестиваль, прошедший 20-21 сентября 2008 года в Доме культуры Минского тракторного завода (ДК МТЗ), изменил свой формат и хоть и остался двухдневным, но теперь посвящён только современной японской культуре и аниме. Традиционное отделение убрали, так как им интересовалось не так уж и много посетителей, а современное разбили на 2 дня. Это позволило более рационально рассредоточить работу команды и волонтёров, что не дало им выматываться так как в прошлом году.
Структура третьего фестиваля Хиган:
Первый день, представление в актором зале
- [1.1.] Конкурсное представление на сцене (конкурс косплея—дефиле, конкурс сценического косплея, конкурс караоке, конкурс фанфикшена)
- [1.2.] Внеконкурсные постановки j-rock команд
- [1.3.] Работа секции ДДР

Второй день
- [2.1.] Конкурс AMV-клипов в актовом зале
- [2.2.] Конкурс фан-арта
- [2.3.] Работа секций (секция фан-арта, секция консольных и компьютерных игр, секция музыкальных игр, секция ДДР)
- [2.4.] Проведение семинаров (показательное выступление по айкидо, семинар по истории и созданию шарнирных кукол)
- [2.5.] Закрывающий концерт, выступление музыкальных групп

После Хигана-2008 в кинотеатре «Ракета» (Рабочий переулок, 3) прошёл кинопоказ, проводимый в рамках фестиваля.
На суд зрителей были представлены две картины японских аниматоров:
- Портрет малышки Козетты
- Девочка, покорившая время

### Фестиваль современной японской культуры и аниме Хиган-2009
Четвёртый фестиваль прошёл 26-27 сентября 2009 года в концертном зале «Минск».
С этого года среди конкурсов проведены некоторые изменения и нововведения:
- Конкурс косплей-дефиле разделён на четыре подконкурса: групповое, одиночное, чиби-дефиле и дефиле лолит. Также, если бы набралось пять и более принятых организаторами заявок на джей-рок дефиле, то этот вид дефиле тоже мог приобрести статус конкурса.
- Введён конкурс мини-сценок. Этот конкурс был введён в связи с многочисленными спорами о сюжетности/бессюжетности дефиле.
- Введён конкурс фотокосплея.
- Введён конкурс видеокосплея.

### Фестиваль современной японской культуры и аниме Хиган-2010
Пятый фестиваль прошёл 2-3 октября 2010 года в концертном зале «Минск».
Приём заявок на участие в конкурсах начался с 1 апреля.
Нововведения в конкурсной программе:
- в конкурс косплей-дефиле добавлен подконкурс «дефиле по играм» (онлайновые и оффлайновые, производитель — Япония, Корея или Китай);
- конкурс караоке разделён на 2 подконкурса: караоке под живой аккомпанемент и караоке под фонограмму;
- в конкурс фан-арта добавлены три новые номинации: Арт по компьютерным играм и программам, Арт по J-Rock и K-pop, чиби-арт
- введён новый конкурс «Backstage» — рассказ-презентация (в виде видео- или фотопрезентации, с встроенным звуковым сопровождением или без него. Допускается живой рассказ во время презентации) о подготовке к любому из конкурсов фестиваля, история создания сценического номера (или работы для несценических конкурсов);
- проведена первая в Белоруссии выставка BJD-кукол.[9]

### Фестиваль современной японской культуры и аниме Хиган-2011
Шестой фестиваль проходил 1-2 октября 2011 года во Дворце Спорта. В программу фестиваля было включено два новых конкурса — Asia Music Dance Show (постановка танца под фонограмму какой-либо восточноазиатской группы) и BJD (конкурс на лучшую азиатскую шарнирную куклу).

### Фестиваль современной восточноазиатской культуры-2012
Седьмой фестиваль проходил 16 сентября в КЗ «Минск». Генеральная репетиция проводилась 15 сентября.
Наполовину сменилась команда фестиваля, сменились лидеры. Произошли следующие изменения:
- Фестиваль длился всего один день вместо привычных двух.
- Была отменена концертная часть.
- В конкурс были официально приняты фандомы из Кореи, Тайваня, Китая.
- Появился конкурс на лучшую BJD-инсталляцию
- Проведено экспериментальное дефиле владельцев и кукол, одетых в одинаковые костюмы.

Седьмой фестиваль запомнился зрителям, участникам и организаторам ещё и тем, что в конкурсе дефиле поучаствовала самая взрослая участница за всю историю фестиваля. .

### Фестиваль современной восточноазиатской культуры-2013
Восьмой фестиваль проходил 28-29 сентября 2013 года в КЗ «Минск».. Его проведение освещалось национальным каналом СТВ.
- Фестиваль длился 1,5 дня.
- Возвращены конкурсы «Backstage» и «Фанфики».
- Предложен конкурс J-Live, но отменён из-за недостаточной активности участников.
- Началось сотрудничество фестиваля с Посольством Японии в Республике Беларусь.[20]

### Фестиваль современной восточноазиатской культуры-2014
Девятый фестиваль проходил 18-19 октября 2014 года в КЗ «Минск». Его проведение освещалось национальными каналами БТ и Белапан.
- Фестиваль снова стал двухдневным.
- Добавлен уникальный конкурс «3,14» — аналог минуты славы, конкурс шоу.
- Снова отменён конкурс «J-Live», на этот раз из-за не зависящих ни от организаторов, ни от участников обстоятельств.
- Караоке разделено на японское и корейское.
- Продолжилось сотрудничество с Посольством Японии в Республике Беларусь.[31]

### Фестиваль современной восточноазиатской культуры-2015
Десятый Юбилейный фестиваль проходил 26-27 сентября 2015 года в КЗ «Минск». Его проведение освещалось национальным каналом МинскТВ.
- Фестиваль остался двухдневным.
- Конкурс «J-Live» на этот раз благополучно состоялся.
- Появился новый конкурс «Арт-косплей» и «Крафт».
- В фотокосплей начали принимать неформат
- AMDS разделился на 3 номинации: Girls style, Boys Style, Original
- В этом году Хиган становится официально членом I.O.E.A.(International Otaku Expo Association)[37]
- Продолжилось сотрудничество с Посольством Японии в Республике Беларусь[38]
- На фестивале выступил мастер игры на традиционной японской бамбуковой флейте сякухати Ёсукэ Ириэ[39]